# Zwavelborstparkiet
De zwavelborstparkiet (Aratinga maculata) is een vogel uit de familie Psittacidae (papegaaien van Afrika en de Nieuwe Wereld).

## Verspreiding en leefgebied
Deze soort is endemisch in de staat Pará in het noorden van Brazilië.

## Status
De grootte van de populatie is niet gekwantificeerd maar de soort lijkt toe te nemen in aantal. Op de Rode lijst van de IUCN heeft deze soort de status niet bedreigd.